# Arbatskaïa (métro de Moscou, ligne Arbatsko-Pokrovskaïa)
Pour les articles homonymes, voir Arbatskaïa.
Arbatskaïa (en russe : Арба́тская et en anglais : Arbatskaya) est une station de la ligne Arbatsko-Pokrovskaïa (ligne 3 bleue) du métro de Moscou, située sur le territoire de l'arrondissement Tverskoï dans le district administratif central de Moscou.

## Situation sur le réseau

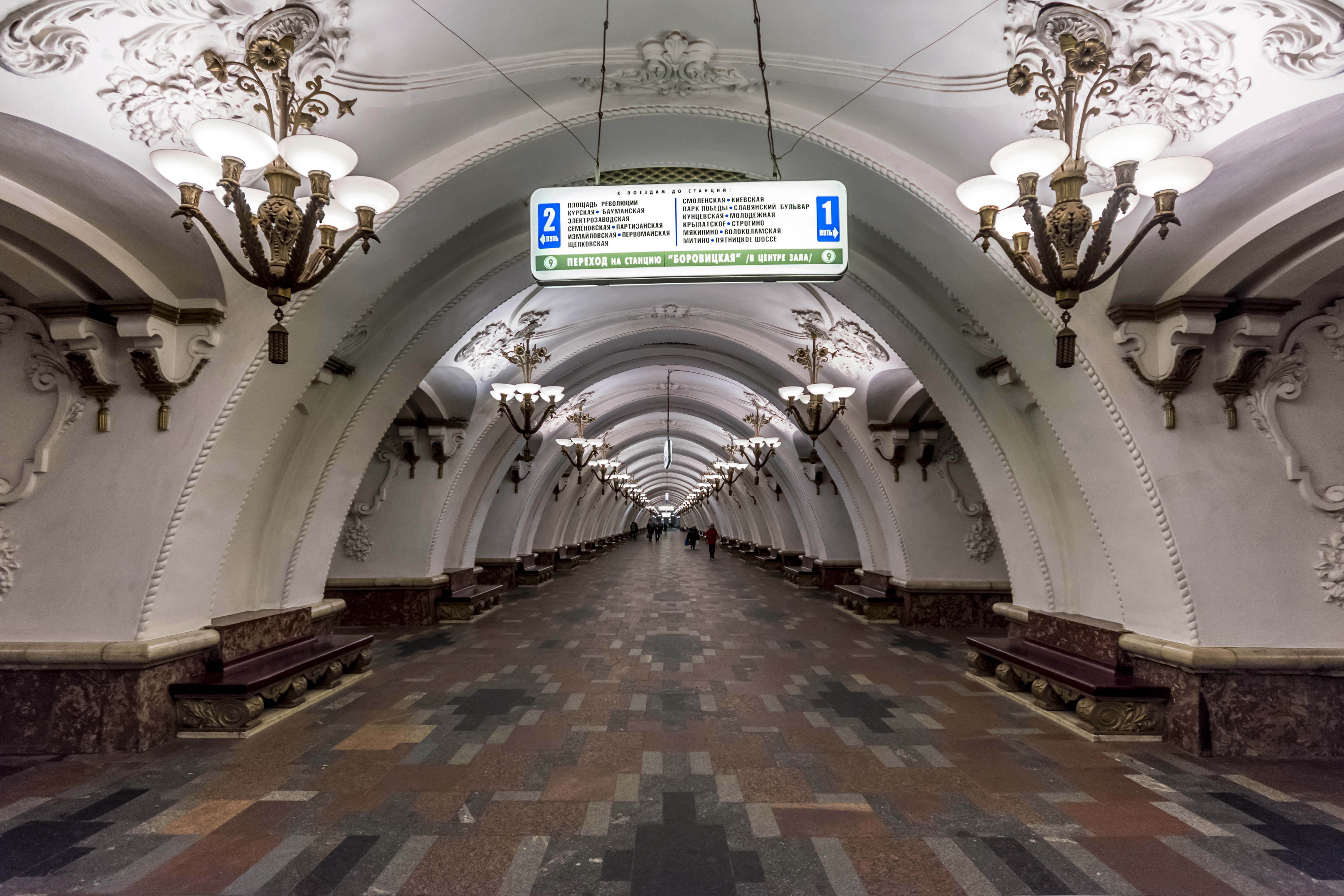
L'interieur de la station.

Établie en souterrain, à 41 mètres sous le niveau du sol, la station Arbatskaïa est située au point 10+86 de la ligne Arbatsko-Pokrovskaïa (ligne 3 bleue), entre les stations Plochtchad Revolioutsii (en direction de Chtchiolkovskaïa), et Smolenskaïa (en direction de Piatnitskoïe chosse).

## Histoire
La station Arbatskaïa est mise en service le 5 avril 1953, lors de l'ouverture à l'exploitation de la section de Kievskaïa à Plochtchad Revolioutsii.